# Роккафорцата
Роккафорцата (італ. Roccaforzata, сиц. Roccaforzata) — муніципалітет в Італії, у регіоні Апулія,  провінція Таранто.
Роккафорцата розташована на відстані близько 450 км на схід від Рима, 90 км на південний схід від Барі, 15 км на схід від Таранто.
Населення — 1804 особи (2014).
Щорічний фестиваль відбувається четверга' після Великодня, 20 липня. Покровитель — Madonna della Camera, S.Elia.

## Демографія
Населення за роками:

Станом на 1 січня 2023 року в муніципалітеті офіційно проживало 18 іноземців з 7 країн, серед них 7 громадян країн Євросоюзу та 1 громадянин України.

## Сусідні муніципалітети
- Фаджано
- Монтепарано
- Сан-Джорджо-Йоніко
- Таранто